# Gavril Blajek
Gavril Blajek (Brad, 23 luglio 1939) è un ex pallanuotista rumeno.
Ha fatto parte del Romania che ha partecipato al torneo di pallanuoto ai Giochi di Roma 1960.
Ha vinto 1 bronzo alle Universiadi del 1965.